# Poste Italiane
Poste Italiane, nota anche attraverso la sigla PT (corrispondente alla locuzione Poste e Telegrafi poi Poste e Telecomunicazioni), è un'impresa pubblica e holding italiana, sotto forma di società per azioni, controllata dal Ministero dell'economia e delle finanze, attiva anche attraverso società controllate nei settori logistico-postale, assicurativo, finanziario (tramite il Patrimonio BancoPosta), nei servizi di monetica, telecomunicazioni, telegrafici e di telematica pubblica, nonché recentemente nel settore immobiliare, dell'energia (Luce e Gas), operazioni di riscossione e di raccolta del risparmio postale emesso da Cassa Depositi e Prestiti e assistita dalla garanzia dello Stato Italiano.
Fu fondata a Torino nel 1862 come Regie Poste, ovvero azienda autonoma che gestiva in monopolio dei servizi postali e telegrafici per conto dello Stato, divenendo in seguito un ente pubblico economico fino al 1998.
L'azienda era sotto le dipendenze del Ministero dei lavori pubblici (Regno d'Italia) accorpando i vari servizi postali sparsi per il neonato regno. Nel 1889 fu posta alle dipendenze del Ministero delle poste e dei telegrafi, che confluì poi nei ministeri delle Poste e delle Telecomunicazioni e dei Trasporti.
La società è sottoposta a controllo Statale attraverso la partecipazione maggioritaria del Ministero dell'economia e delle finanze (MEF), che detiene direttamente il 29,26% e indirettamente il 35,000% attraverso Cassa Depositi e Prestiti (CDP), a sua volta controllata dal MEF (formando un totale pari al 64,26%).
È organizzata in cinque divisioni (Corrispondenza, Espresso Logistica e Pacchi, Patrimonio BancoPosta, Filatelia, Rete Territoriale) e tredici direzioni e servizi centrali con sei aree territoriali.

## Storia

### Il servizio pubblico postale nell'Italia post-unitaria

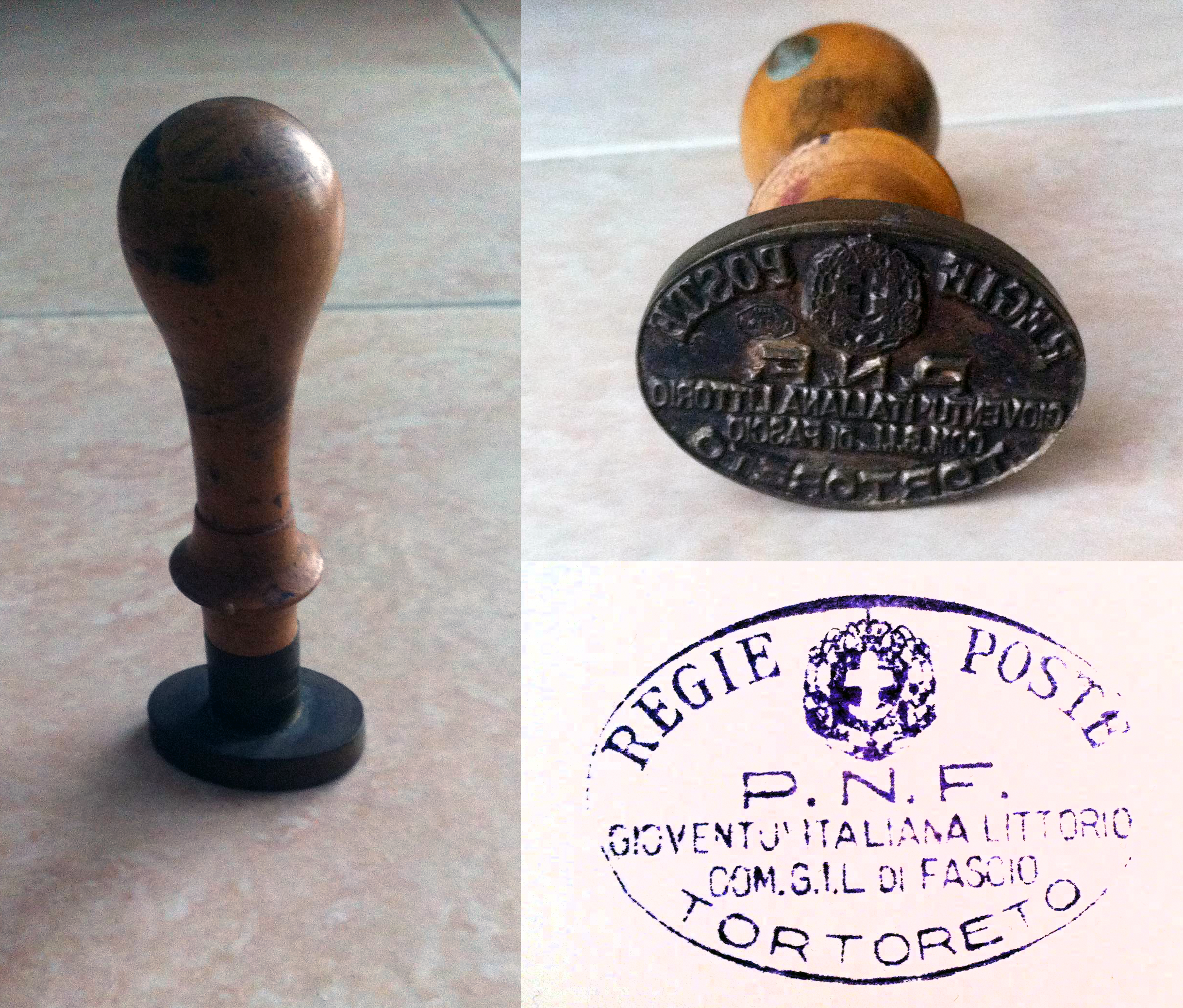
Timbro di franchigia delle Regie Poste utilizzato a Tortoreto (TE), di epoca fascista

Una prima riforma del servizio postale dopo la proclamazione del Regno d'Italia si ebbe con la legge n° 604 del 5 maggio 1862 che previde l'accorpamento dei vari servizi postali presenti nel neonato regno sotto un'unica amministrazione centralizzata posta alle dipendenze del Ministero dei lavori pubblici (ereditata dall'assetto del Regno di Sardegna) e titolare in esclusiva per la gestione di uffici per la spedizione, il ricevimento e la distribuzione di corrispondenze. Fu introdotto quindi il concetto di servizio postale pubblico, con la conseguente offerta dei servizi su tutto il territorio nazionale anche grazie all'introduzione della tariffa unica per tutto il territorio del Regno d'Italia, realizzata con l'adozione del francobollo. La norma del 1862 raccolse e regolò la materia, in particolar modo le modalità di raccolta, smistamento, trasporto e distribuzione degli invii postali e l'istituzione dei servizi accessori di raccomandate, assicurate, ricevute di ritorno e vaglia postali.
Con la riforma del 1869 l'amministrazione centrale delle poste fu distinta dall'amministrazione provinciale: la prima era composta da tre divisioni amministrative, una ragioneria e un ufficio di ordine e di economato, mentre l'altra, dipendente dalla prima, era composta da direzioni (una per ogni capoluogo di provincia suddivise in quattro classi) ed uffici (siti in tutte le città del Regno e suddivisi in due classi a cui si potevano aggiungere eventuali succursali nelle grandi città, presso le stazioni ferroviarie e nei porti di scalo dei piroscafi postali).
Per iniziativa dell'onorevole Quintino Sella con la legge 27 maggio 1875, n. 2779, furono istituite le casse di risparmio postali. Nel 1876 vennero emessi i primi libretti di risparmio postale. Le casse di risparmio postali conferivano i risparmi raccolti alla Cassa Depositi e Prestiti.
Successivamente, con il Regio decreto n° 5973 del 10 marzo 1889, le direzioni generali delle poste e dei telegrafi vennero scorporate dal Ministero dei lavori pubblici e trasformate nel Ministero delle poste e dei telegrafi, incaricato di dotare l'Italia di una rete di uffici per inoltrare e ricevere posta, anche telegrafica, effettuare e ricevere chiamate telefoniche e realizzare operazioni finanziarie (trasferimenti di denaro e gestione del risparmio); inoltre per un certo periodo gli uffici operarono come sportelli per i nascenti servizi elettrici. Negli anni 1890 vennero introdotti il recapito espresso e la spedizione contrassegno.

### Prima guerra mondiale
Con lo sviluppo dell'alfabetizzazione, l'entrata in prima guerra mondiale e la creazione di prodotti come i francobolli commemorativi e le cartoline, i servizi postali crebbero in importanza e utilizzo, garantendo uno sviluppo commerciale dell'ente, che avrebbe incluso fra i suoi servizi anche la posta aerea e operato in contiguità con il servizio di posta militare.
Nel 1917 nasce il servizio dei conti correnti postali (che a partire dal 2000, sarà comunemente conosciuto come BancoPosta) Per alcuni anni le Regie Poste disposero anche l'apertura di uffici postali italiani all'estero. Durante la Grande Guerra furono introdotti anche gli assegni postali.

### Ventennio fascista

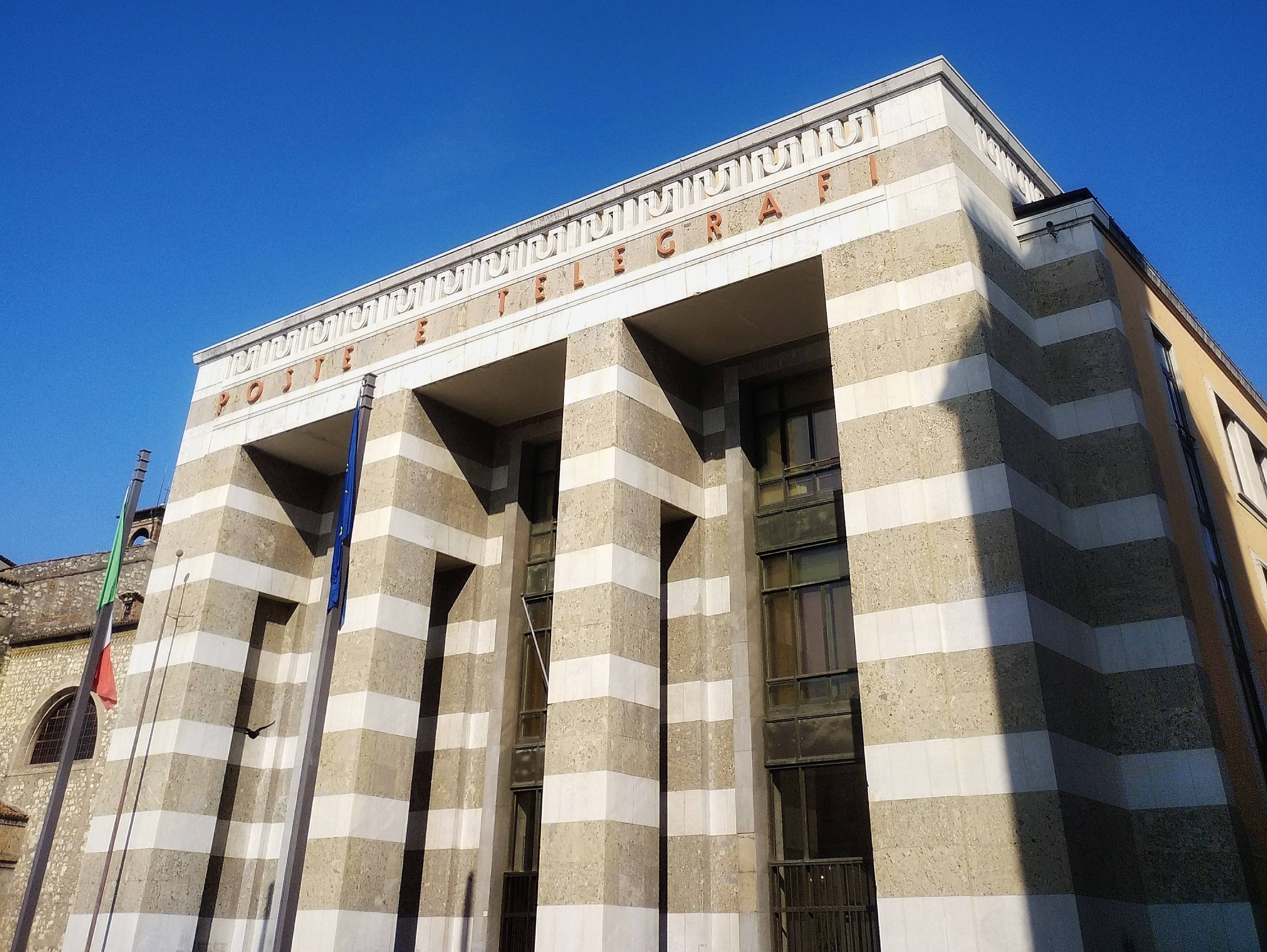
Il Palazzo delle Poste di Brescia, costruito in epoca fascista

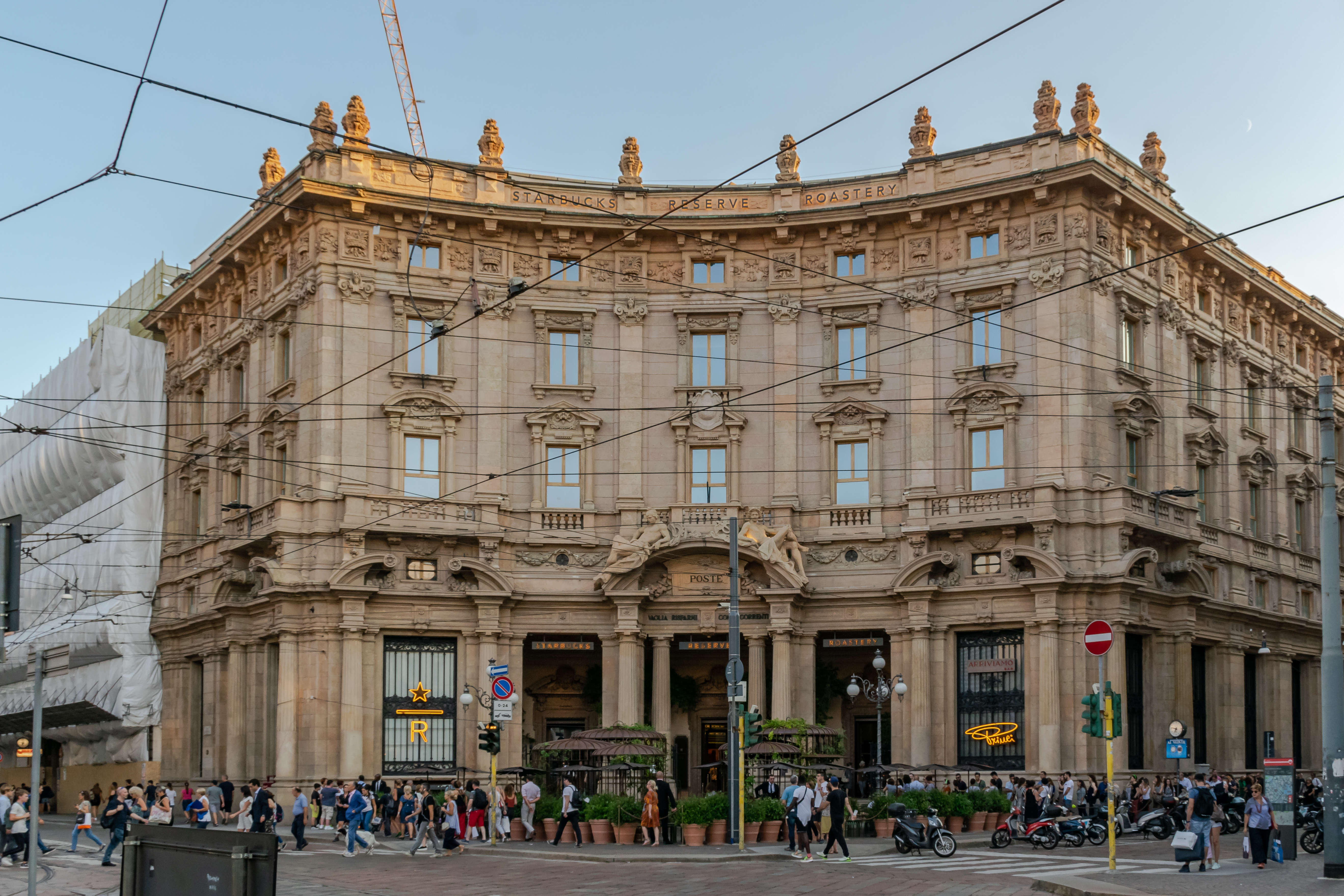
Palazzo Broggi a Milano, progetto di Luigi Broggi

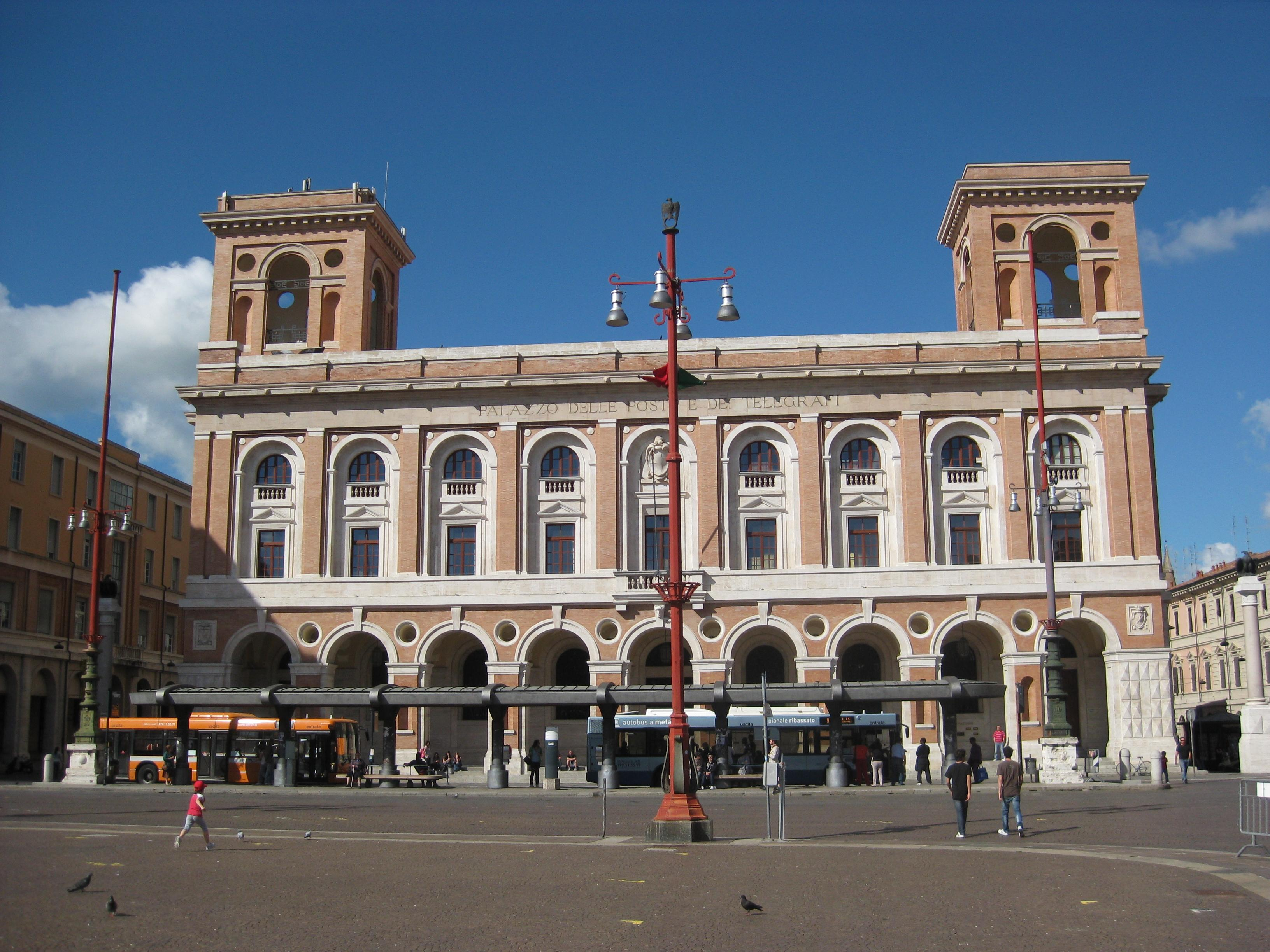
Palazzo delle Poste a Forlì, progetto di Cesare Bazzani

Nel 1924, durante il fascismo, il Ministero delle poste e dei telegrafi (il quale ideò l'abbreviazione "PT") fu trasformato in Ministero delle comunicazioni e divenne un importante centro di potere, anche per la sua capacità di informazione per i cittadini. La rete di servizio fu potenziata con l'acquisizione e la realizzazione di nuove strutture logistiche. Nuovi palazzi, in stile razionalista, furono realizzati nei principali capoluoghi di provincia (per esempio Palermo, Forlì, Napoli, La Spezia, Pistoia).
Nel 1924 furono introdotti anche i "buoni fruttiferi postali", obbligazioni emesse dalla Cassa Depositi e Prestiti e garantiti dallo Stato Italiano, che ebbero successo in quanto erano distribuite in tutti gli uffici postali.
Nel 1921 fu fondata la Compagnia italiana dei cavi telegrafici sottomarini, futura Italcable, per la posa e l'esercizio dei collegamenti internazionali sottomarini.
Due anni dopo fu fondata la Italo Radio per l'installazione e la gestione delle stazioni radiotelegrafiche verso l'estero. Nel 1941 questa società confluì nell'Italcable.
Nel 1925, con il R.D.L. 520 del 23 aprile, le attività passano dal Ministero delle comunicazioni alla nuova Azienda Autonoma delle Poste e dei Telegrafi, posta sotto il controllo del dicastero stesso.
Con il regio decreto 27 febbraio 1936, n. 645 ("Approvazione del codice postale e delle telecomunicazioni") venne riorganizzato il Ministero, e si ebbe una regolamentazione generale dei servizi, che appartenevano alla competenza e gestione esclusiva dello Stato.
Con lo sviluppo della telefonia e della radiofonia, il ministero inglobò l'Azienda di Stato per i servizi telefonici (A.S.S.T.) e la nascente EIAR (futura RAI, prima solo radiofonia, poi televisione).

### Dalla seconda guerra mondiale agli anni '70

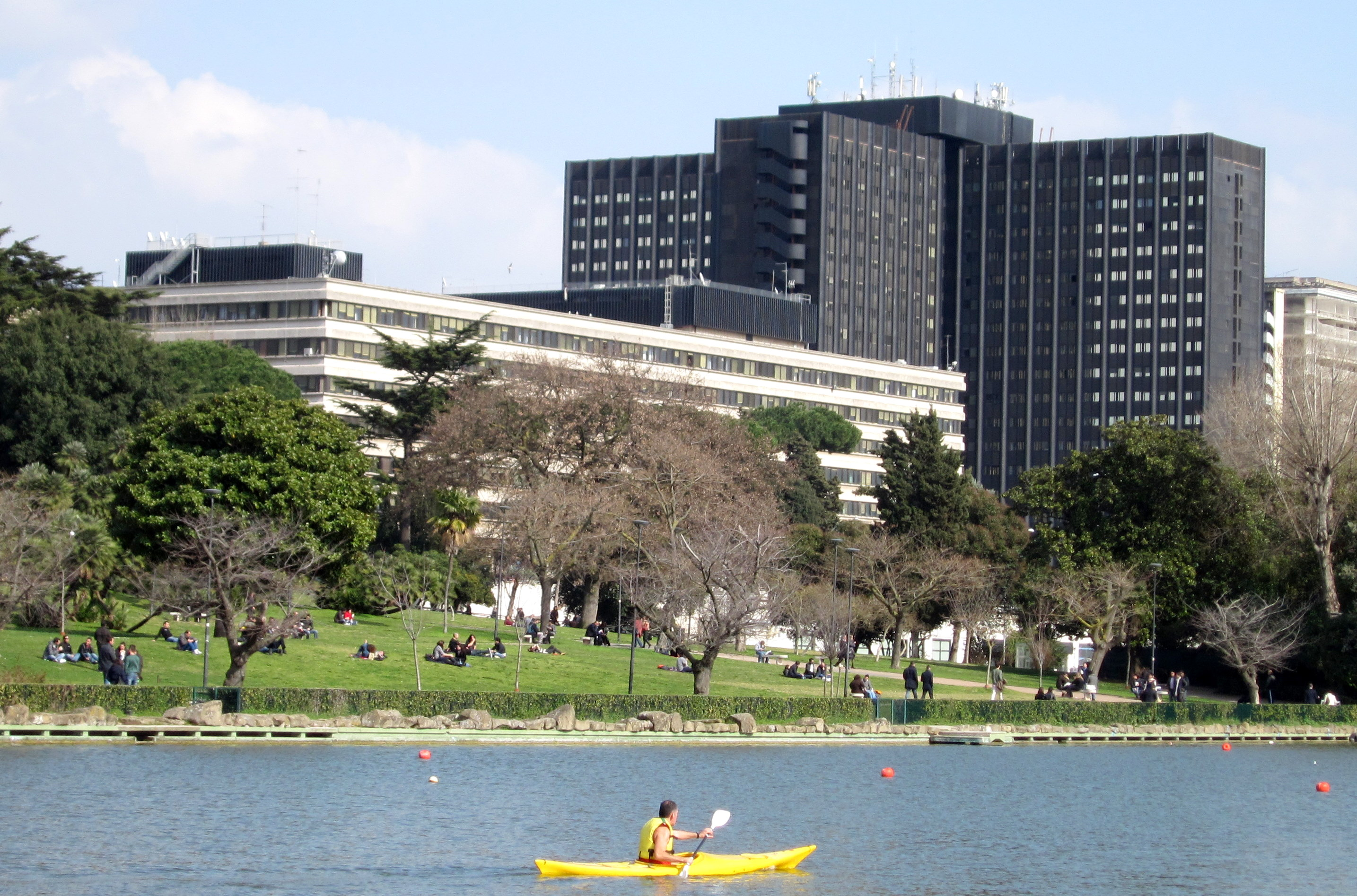
Il complesso di Poste Italiane nel quartiere Europa di Roma.

Dopo il secondo conflitto mondiale 1940-1945 le poste crebbero nel valore delle operazioni finanziarie, incrementando i servizi di risparmio, con i libretti, le emissioni di titoli e acquisendo, a scapito del sistema bancario, quasi tutti i pagamenti e le riscossioni dello stato. Nel giugno 1946, con la nascita della Repubblica italiana, le Poste cessarono di chiamarsi regie.

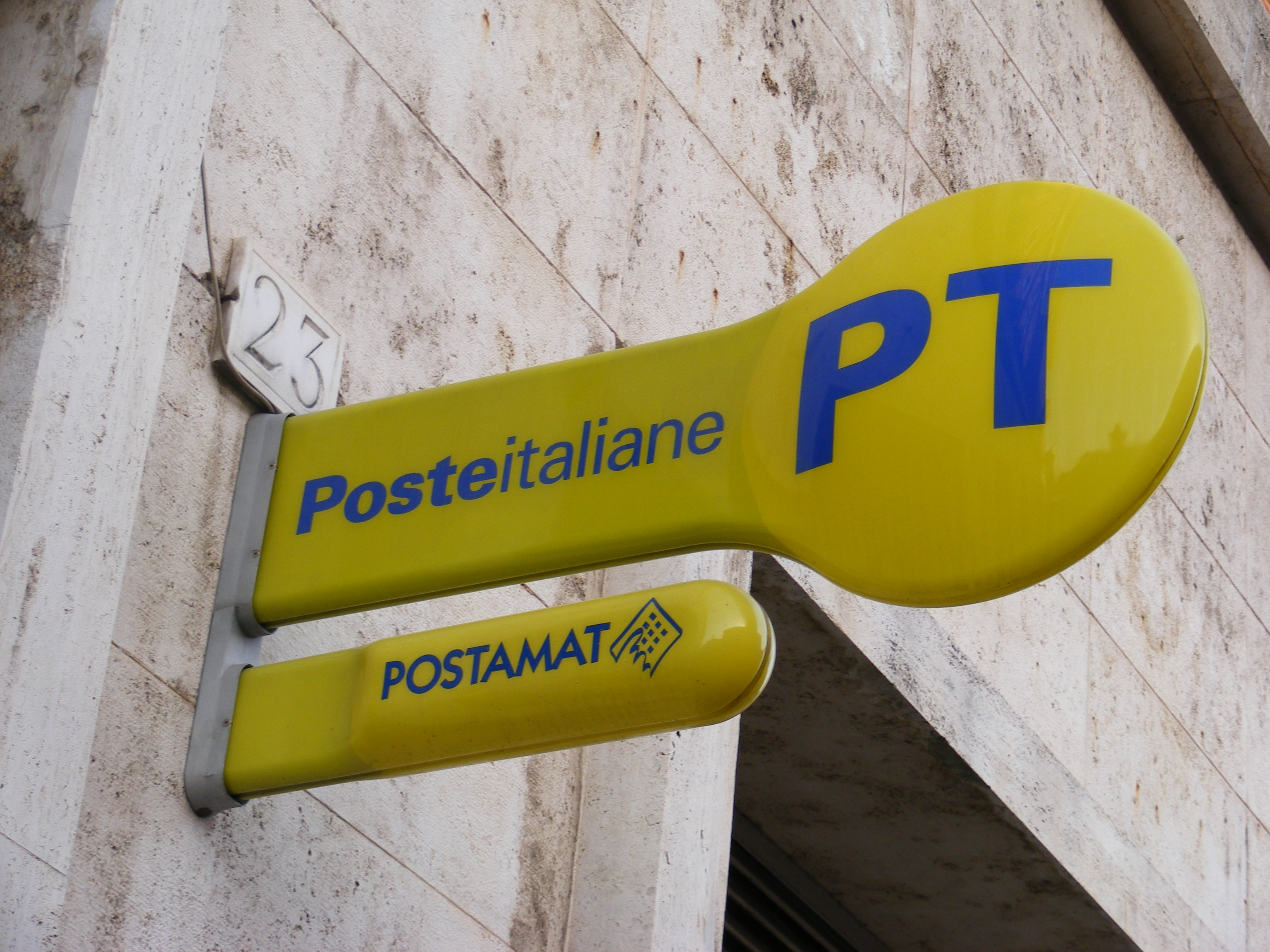
Insegna di un ufficio postale italiano

Nel 1954 la RAI trasmette con gli impianti di ponti radio della rete postale.
Nel 1967 viene introdotto il codice di avviamento postale (o CAP) e si accelera il processo di automazione del sistema logistico per far fronte all'aumento dei volumi postali, ricorrendo alla realizzazione di nuovi centri di meccanizzazione postale (in collaborazione con Italposte che realizza 27 nuovi CMP e 369 uffici postali, oltre che 4.500 abitazioni per i dipendenti postali e dell'Azienda di Stato per i servizi telefonici) e nuove tecnologie di lettura ottica degli indirizzi per una maggiore efficacia nello smistamento della corrispondenza (grazie ad Elsag). Viene poi emanato il decreto del presidente della Repubblica 29 marzo 1973, n. 156, che sostituì il precedente codice del 1936.

### Anni '90: la trasformazione in S.p.A.

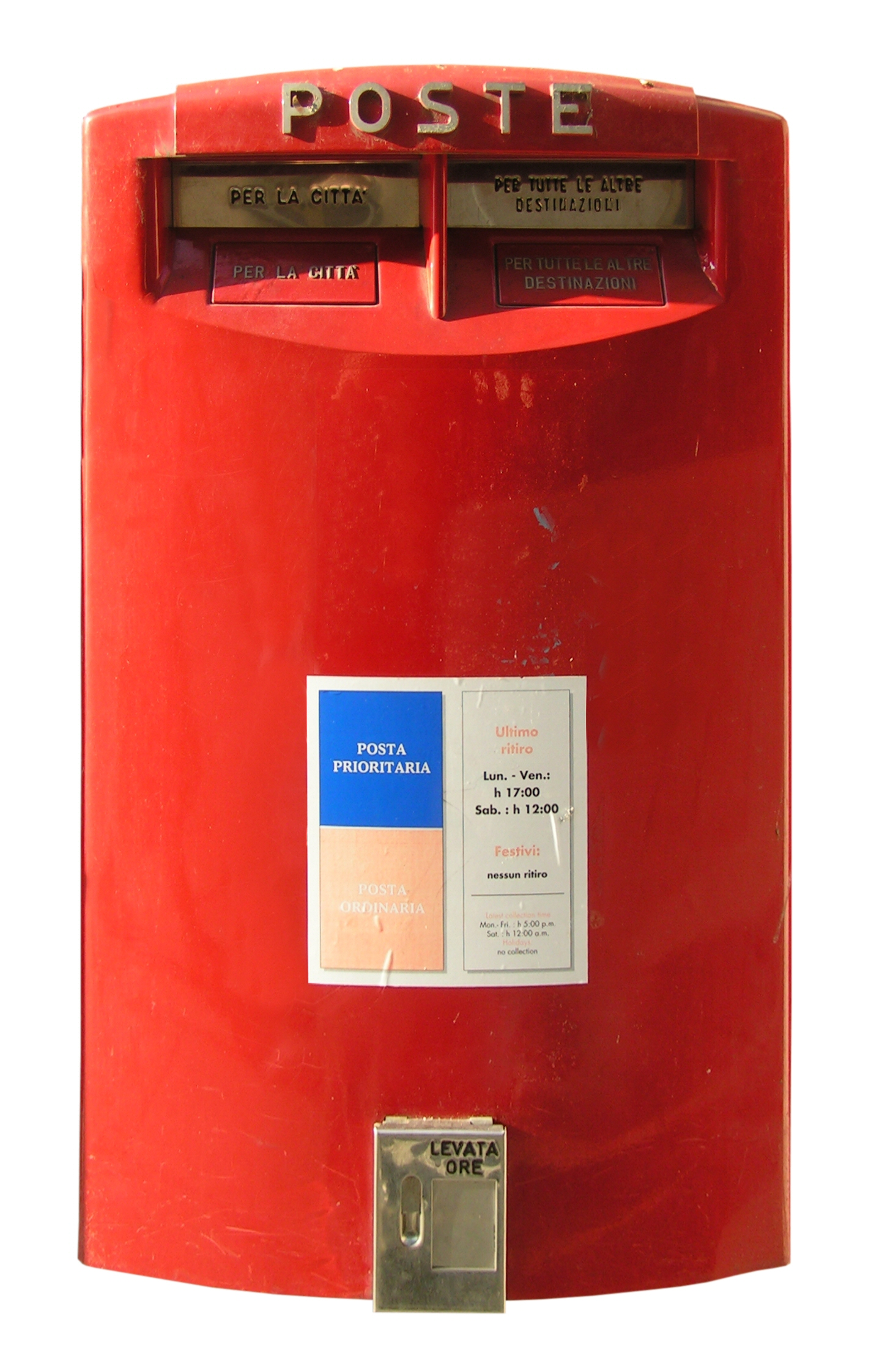
Caratteristica cassetta postale

All'inizio degli anni '90 il disavanzo di bilancio era endemico come l'aumento dei costi del personale, che nel 1986 assorbivano circa il 93% (di cui 16% per trattamenti di quiescenza) delle entrate correnti. La produttività per addetto dal 1970 al 1985 si era ridotta del 24% a discapito della qualità dei servizi erogati generando una situazione di deficit sempre più critica.
Nel 1994 in Germania circa l'80% della corrispondenza veniva recapitata entro il giorno successivo alla spedizione, mentre in Italia si era ad una quota inferiore al 20% (nel 1989 il tempo medio di consegna della corrispondenza era di 8,5 giorni).
L'evidente divario nella qualità dei servizi postali italiani rispetto al resto d'Europa cercò argine con un intervento di riforma che con il decreto-legge 1 dicembre 1993, n. 487, convertito dalla legge 29 gennaio 1994, n. 71, portò a una trasformazione di Poste italiane da azienda autonoma a ente pubblico economico, prevedendo un ulteriore passaggio in società per azioni entro il 1996 (attuato poi il 28 febbraio 1998). Il processo di trasformazione presumeva nella gestione dell'ente Poste Italiane l'adozione del principio di efficienza produttiva, il recupero della qualità dei servizi e il risanamento economico-finanziario.
Si giunse così al contenimento graduale del disavanzo di circa 4.500 miliardi di lire nel 1993, mediante politiche di riduzione dei costi di produzione (l'80% dei quali era dovuto al personale), un aumento dei ricavi derivanti dalla vendita di servizi alla pubblica amministrazione, un riordino del sistema tariffario, fino a raggiungere nel 2001 un risultato netto positivo. Tuttavia il cambiamento del modello organizzativo mise fortemente in discussione, sul piano politico-gestionale, l'equilibrio su cui si basava la vecchia amministrazione postale, ovvero:
- una classe politica che troppo spesso attribuiva all'ente finalità di sostegno dell'occupazione e del reddito, arrivando ad orientare risorse ed investimenti verso certe aree di influenza elettorale;
- il mondo dell'industria che traeva profitto dal monopolio in diverse maniere, da mercati protetti a servizi mirati offerti dall'amministrazione postale a prezzi politici;
- le organizzazioni sindacali nazionali e locali, in possesso di ampia delega nella gestione dell'organizzazione e dunque del consenso interno.

Gli elementi sin qui analizzati resero in definitiva la trasformazione in società per azioni di Poste una tappa necessaria (l'alternativa poteva essere ad esempio il taglio delle attività meno redditizie, abdicando a discapito del servizio universale) e spianarono la strada per un abbandono delle logiche pubblicistiche passate e per intraprendere un nuovo rapporto con lo Stato - costruito di fatto sul Contratto di Programma (Obbligo del Servizio Universale) - più prossimo a principi aziendali di maggiore autonomia tariffaria e relazioni con il personale meno politicizzato (fenomeno ridimensionato, ma nei fatti ancora presente).
Il bilancio per il 1997 chiudeva con una perdita di 777 miliardi di lire, in recupero rispetto agli 893 miliardi di lire registrati nel 1996.
Nel novembre 1997 la direttiva adottata il 30 gennaio 1997 dal Presidente del Consiglio dei Ministri (cosiddetta direttiva Prodi) sui servizi postali assegna a Poste Italiane il compito di migliorare la qualità del servizio raggiungendo, tramite una nuova offerta di servizi, il pareggio dei costi di gestione della rete postale. Ciò avrebbe evitato tagli di personale e aumenti tariffari.
Aveva lo scopo di eliminare le disfunzioni del servizio postale italiano, di rendere Poste Italiane un'azienda in grado di contribuire allo sviluppo del Paese, preservandone le caratteristiche sociali.
In particolare, la direttiva prescriveva:
- ...che si raggiunga il pareggio del bilancio, sia aumentando del 25% i volumi di traffico postale, a prezzi costanti, sia attraverso il fatturato proveniente dai servizi svolti per la pubblica amministrazione...;
- ...che siano salvaguardati, attraverso l'aumento dei volumi di traffico postale e della produttività individuale, sia i livelli occupazionali, che il presidio territoriale della rete postale[28].

### 1998-2002: il piano industriale di Corrado Passera e il risanamento
Nel febbraio 1998 il ministero del Tesoro (Governo Prodi I) nomina Corrado Passera amministratore delegato della neo-formata Poste Italiane SpA. Il piano industriale di Corrado Passera dal 1998 al 2002 realizzò un taglio del personale di 22.000 unità. D'altra parte, a detta di alcuni esponenti sindacali, si è verificata una precarizzazione dei contratti dei neoassunti, casi di dimissioni per mobbing diffuso e per il super-carico di lavoro, a causa di un eccesso di tagli al personale spinto che avrebbe fatto mancare anche quote di forza lavoro necessarie. Nello stesso anno l'azienda acquistò il 100% del gruppo SDA, terzo operatore italiano nel settore del corriere espresso.
Dal punto di vista dell'azienda, il Fondo Solidarietà ha rappresentato nel lungo termine un risparmio sul costo del lavoro, oltre ad abbassare l'età media del personale. Per 10 anni una quota statale e una trattenuta in busta paga ai neoassunti hanno finanziato gli ultimi due anni di contributi mancanti per il prepensionamento di migliaia di dipendenti. L'operazione, a costo zero per l'impresa, ha sostituito queste uscite con personale sotto i 24 anni con contratti triennali di apprendistato.
Nel 2000 una quota del 20% del capitale sociale della società Bartolini è stata acquisita da Poste Italiane attraverso la sua controllata SDA Express Courier, con conseguente formazione del Consorzio Logistica Pacchi tra le tre aziende per lo smistamento di pacchi sul territorio nazionale. Questo accordo è stato anche oggetto di contestazione da parte delle aziende concorrenti in sede legale, ma si è concluso a favore del consorzio stesso. Il consorzio all'epoca rappresentava il 40% del mercato, tuttavia nel 2005 Poste Italiane non rinnovò i termini dell'accordo originariamente stipulato e vendette le quote di partecipazione in Bartolini.

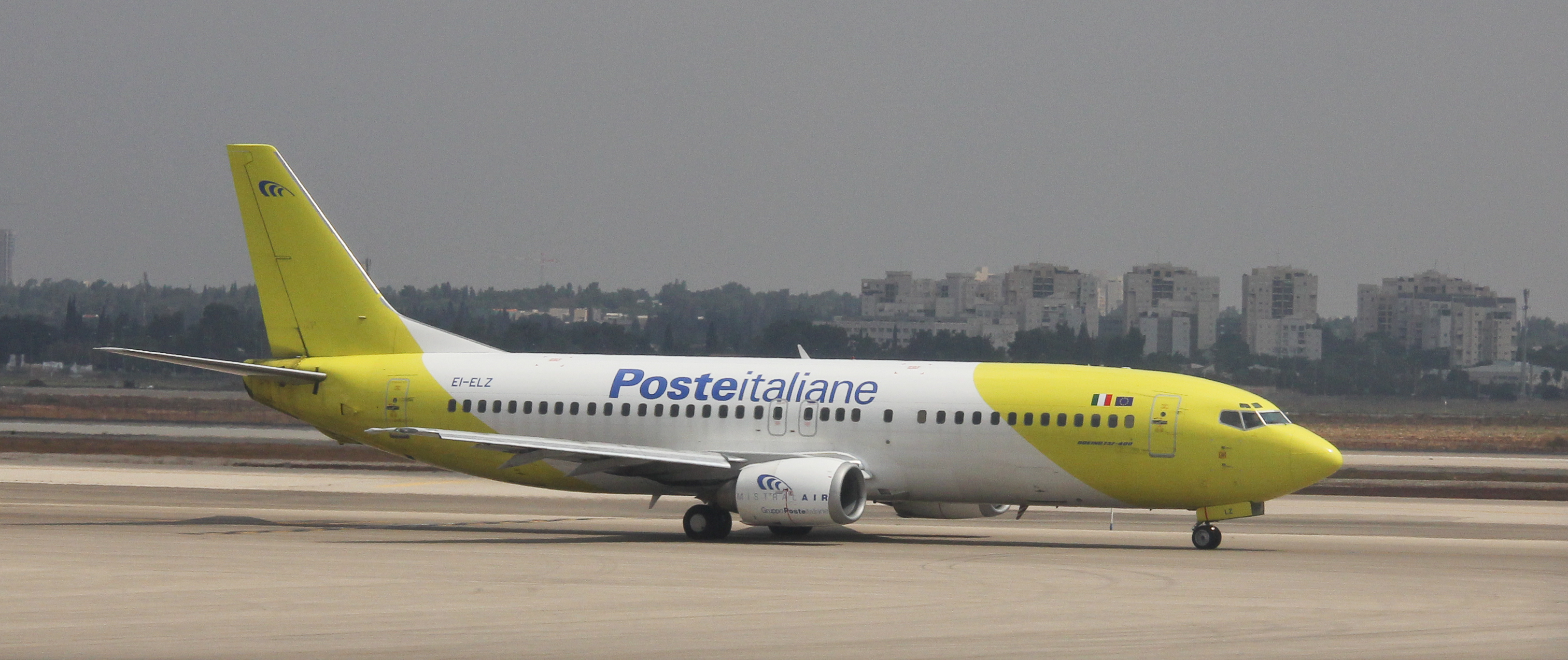
Aereo della flotta Poste Air Cargo

### 2002-2014: gli anni di Massimo Sarmi: bilanci in utile e innovazione
Nel maggio del 2002 viene nominato amministratore delegato Massimo Sarmi, poi confermato altre tre volte nel 2005, nel 2008 e nel 2011. Sarmi punta a creare valore e redditività attraverso una strategia di modernizzazione basata sull'innovazione dell'infrastruttura tecnologica e logistica e sull'ampliamento della gamma dei prodotti e dei servizi. Questa strategia ha portato l'azienda a chiudere i bilanci in utile per dieci anni consecutivi con profitti crescenti.
L'elevato tasso di redditività colloca il Gruppo Poste Italiane al primo posto tra i grandi operatori postali d'Europa nel 2011, come già negli anni precedenti. L'azienda guidata da Sarmi ha identificato nuove aree di business (come le telecomunicazioni con PosteMobile, l'operatore virtuale di telefonia mobile del Gruppo che offre anche servizi di pagamento in mobilità). Ha inoltre rafforzato il suo ruolo di partner della Pubblica Amministrazione nell'offerta di servizi ai cittadini.
Con il D.P.R. 28 novembre 2002, n. 298, gli assegni postali sono stati equiparati a quelli bancari per tutti i fini.
Poste italiane ha inoltre siglato nel 2004 una convenzione con la società di garanzia assegni Centax, che favorisce l'utilizzo degli assegni postali come strumento di pagamento presso tutti gli esercizi commerciali che espongono il marchio Centax.
A partire dal 1º gennaio 2003 il monopolio di Poste Italiane è stato ridotto agli invii con peso inferiore a 100 grammi, dal 1º gennaio 2006 invece a quelli di peso inferiore a 50 grammi, che rappresentano tuttavia ancora la maggioranza della corrispondenza epistolare. In realtà anche altre aziende potevano trasportare posta di peso inferiore a 50 grammi, ma dovevano applicare un prezzo almeno 2 volte e mezzo superiore a quello di Poste Italiane. Tale esclusiva è decaduta il 31 dicembre 2010, scadenza per la conclusione del processo di completa liberalizzazione del mercato dei servizi postali.
Il 31 dicembre 2010 il settore postale è stato infatti completamente liberalizzato in gran parte dei Paesi dell'UE: Austria, Belgio, Bulgaria, Danimarca, Estonia, Francia, Irlanda, Italia, Portogallo, Slovenia e Spagna.
Con decreto ministeriale dell'allora ministro delle comunicazioni Mario Landolfi, la posta ordinaria è stata, inoltre, abolita, con un conseguente aumento tariffario da 0,45€ a 0,60€ dato dal passaggio al sistema posta prioritaria, e reintrodotta ad ottobre 2015 con il nome di Posta4. Contestualmente, la posta prioritaria ha cambiato nome in Posta1.
Dal 26 aprile 2010, Poste Italiane fornisce la Comunicazione Elettronica Certificata (di tipo CEC-PAC), una casella email sicura che garantisce valore legale alla corrispondenza online. Il servizio è cessato nel 2014. E sempre nel 2010 è stato lanciato il servizio che permette ai cittadini di alcuni comuni di richiedere i certificati anagrafici direttamente all'ufficio postale attraverso la rete dei 5.740 Sportello Amico, un particolare tipo di sportello postale nato per semplificare i rapporti tra i cittadini e la Pubblica Amministrazione.
Poste Italiane si è inoltre dotata di un sistema di sale di controllo in grado di monitorare in tempo reale gli uffici postali, la rete logistica e la sicurezza delle comunicazioni digitali e delle transazioni, settore nel quale si è anche impegnata a fianco degli organismi di governo nazionali, di agenzie internazionali e di università e centri studi. Particolare importanza hanno acquisito in questi anni i prodotti e i servizi dell'area finanziaria, prima fra tutti la carta prepagata Postepay: introdotta alla fine del 2003, Postepay ha riscosso ben presto un notevole successo, soprattutto tra i giovani, conquistando e mantenendo la prima posizione a livello europeo tra le carte prepagate. Alla Postepay “classica” si sono affiancate in seguito altre versioni destinate a pubblici specifici (es. Postepay twin).
L'azienda offre il conto BancoPostaClick anche online (sottoscrivibile entro 2008-2016), il conto BancoPostapiù (sottoscrivibile entro 2010-2017, fu evoluzione del conto classico) e il conto corrente di Base per l'inclusione finanziaria (dal 2012) e un'ampia gamma di prodotti finanziari: mutui, prestiti personali, fondi comuni di investimento, che si sono aggiunti ai classici libretti di risparmio e ai buoni postali fruttiferi. Inoltre il gruppo Poste Vita offre una vasta gamma di prodotti assicurativi. Poste Italiane è stata la prima azienda postale al mondo a entrare nel settore della telefonia mobile come operatore virtuale con il brand PosteMobile.

#### I 150 anni di Poste
Nel 2012 in occasione dei 150 anni dalla nascita delle Poste in Italia l'azienda ha organizzato una mostra celebrativa "150 anni dedicati al futuro". La mostra, inaugurata a Roma l'8 maggio dal Presidente della repubblica Giorgio Napolitano, è stata allestita al Circo Massimo all'interno di una tensostruttura di nuova generazione composta da due avveniristiche cupole hi-tech collegate tra loro, una dedicata al passato e al presente e una al futuro. L'itinerario della mostra prevedeva tappe anche a Venezia e Torino, prima capitale del Regno d'Italia.
La Corte di Giustizia UE
Secondo il consiglio di Stato, Poste Italiane è da ricondurre alle categorie degli organismi di diritto pubblico e, come tale, è soggetta alle norme sul diritto di accesso agli atti con riferimento al servizio pubblico di cui è affidataria.
La Corte di Giustizia dell'Unione europea ha sancito che Poste Italiane riveste la qualità giuridica di impresa pubblica ai sensi dell'art. 4 della direttiva 2014/25/UE5 stabilito il 28 febbraio 2020, che i servizi di portierato, reception e presidio varchi presentano un nesso con le attività svolte nel settore dei servizi pubblici postali.

#### Controllo dello Stato Italiano
Poste Italiane è una società per azioni a controllo pubblico e la più grande infrastruttura del paese, attiva nel settore della corrispondenza e della logistica e nei servizi di monetica, finanziari e assicurativi.
La società risulta soggetta al controllo di diritto da parte del Ministero dell'economia e delle finanze della repubblica italiana, di fatto è il principale azionista della società in forza della partecipazione detenuta sia direttamente sia attraverso Cassa Depositi e Prestiti (Società controllata a sua volta dallo stesso Ministero dell'economia), che ne detiene complessivamente l' 64,26% delle azioni.
Poste Italiane si quota in Borsa
Le azioni della Società risultano quotate presso il mercato telematico azionario (MTA) e dal 27 ottobre 2015 e organizzato e gestito dalla Borsa Italiana.
Quotata alla Borsa di Milano con un flottante del 34,92% ed una capitalizzazione iniziale di 8,816 miliardi di euro corrispondente ai 6,75 euro per azione del prezzo dell'IPO, conclusasi positivamente con una richiesta superiore di 3,3 volte del quantitativo offerto. Il 70% delle azioni vendute appartiene agli investitori istituzionali mentre il 30% è stato riservato al pubblico indistinto residente in Italia e ai dipendenti residenti in Italia. Alla vendita del 30% delle azioni potevano aderire i clienti classificati ai fini del MiFID come i clienti al dettaglio e i clienti professionali su richiesta, se persone fisiche.
Il lotto minimo (gruppo di azioni) per i dipendenti era di 50 azioni (e multipli) (per loro sono in ogni caso è stato garantito l'acquisto di 100 azioni), invece per il pubblico indistinto l'acquisto minimo è stato di 500 azioni (e multipli).
Per gli azionisti che avrebbero tenuto per un anno (con continuità) le azioni di Poste Italiane dal 27 ottobre 2015 sarebbe spettata l'assegnazione gratuita di n.1 azione ordinaria ogni 20 azioni assegnate mentre per i dipendenti sarebbe spettata l'assegnazione gratuita di 1 azione ordinaria ogni 10 per i primi due lotti e poi 1 azione ogni 20.
Dal 21 dicembre 2015 fa parte dell'indice principale della Borsa, il FTSE MIB.

### Dal 2015 ad oggi
Dal 2015 a oggi, Poste Italiane ha attraversato un periodo di significative trasformazioni, caratterizzato da processi di azioni sul mercato, l'implementazione di piani strategici e l'espansione in nuovi settori.
Il progetto polis di Poste Italiane
Poste Italiane partecipa al Piano Complementare al PNRR con il Progetto Polis – Case dei servizi di cittadinanza digitale.
L’obiettivo del Progetto Polis è di erogare i servizi della pubblica amministrazione, favorire la coesione economica, sociale e territoriale del Paese e il superamento del digital divide nei piccoli centri e nelle aree interne.
Il Progetto Polis prevede due principali linee di intervento: sportello unico e spazi per l'Italia, e un servizio pubblico promosso dal Governo.

#### La scalata a TIM
Il 29 marzo 2025 Poste Italiane ha acquisito il 15% di TIM da Vivendi per un valore di circa 684 milioni di euro, portando la propria partecipazione complessiva al 24,8%. Questa operazione comporta l’uscita quasi totale del gruppo francese dal capitale di TIM. L’investimento è di natura strategica e industriale, con l’obiettivo di consolidare la posizione di Poste come azionista di lungo periodo e di favorire lo sviluppo di sinergie con TIM, in particolare nel settore delle telecomunicazioni.
A partire dal 1° gennaio 2026, Poste Mobile potrebbe iniziare a utilizzare la rete TIM in sostituzione di quella attualmente fornita da Vodafone. Inoltre, sono in corso valutazioni per l’avvio di nuove collaborazioni industriali tra le due società, con potenziali sviluppi nei settori delle telecomunicazioni, dei servizi ICT, dei media, dei pagamenti digitali, dell’assicurazione e dell’energia. L’operazione resta subordinata all’approvazione delle autorità antitrust.

#### Piano strategico 2024-2028
Poste Italiane ha chiuso il 2024 con il suo utile netto "più alto mai registrato" pari a 2,01 miliardi di euro, raggiunto con due anni d'anticipo rispetto al Piano strategico 2024-2028.

## Evoluzione dei Conti Correnti postali dall'inizio ad oggi
BancoPosta nasce formalmente nel 1999, struttura di Poste Italiane da cui prenderà il nome anche il relativo circuito, ristrutturazione di Poste che porterà nel 2000 al lancio del "nuovo" conto BancoPosta (il primo conto corrente postale è nato nel 1917, preceduto nel 1876 dal primo Libretto Postale o "Libretto di Risparmio Postale"). Verso il 2008 l'azienda offriva il conto corrente "BancoPosta Click" come suo primo conto in ottica home-banking e senza costi fissi, quindi completamente online, non più sottoscrivibile dal 1 gennaio 2016 però attualmente ancora in essere ai vecchi clienti con le sue vantaggiose condizioni, anche se la dicitura "Click" del nome nella grafica del sito web è ormai svanita ovunque anche accedendo nel proprio account personale Poste e vi è riferimento solamente nella sezione "Trasparenza bancaria". Verso il 2010 Poste proponeva un'evoluzione del "conto BancoPosta" classico, nato nel 2000 e non più sottoscrivibile verso il 2012, presentando il conto "BancoPosta Più" poi anch'esso non più sottoscrivibile verso il 2017. Quindi da quell'anno tornò di nuovo disponibile il "conto BancoPosta" con la nomenclatura originale, ora però disponibile in diverse "opzioni", tra le quali una anche per i giovani: conto BancoPosta "Start Giovani". Verso il 2012 l'azienda rendeva disponibile anche il "conto di Base BancoPosta" per l'inclusione finanziaria, tutt'ora sottoscrivibile però col nome reso "Conto BancoPosta di Base" e disponibile ora come allora in versione "Standard" oppure "Pensionati".

## Dati societari
Poste Italiane è una società per azioni controllata dal Ministero dell'economia e delle finanze e ha un capitale sociale pari a 1306110000 € interamente versato.
Gli azionisti di riferimento sono:
- Ministero dell'economia e delle finanze (64,26%)
  - Cassa Depositi e Prestiti (35%)
  - Dipartimento del tesoro (29,26%)

Il 34,92% delle azioni è detenuta dal mercato azionario (investitori individuali e investitori istituzionali) mentre lo 0,88% sono azioni proprie.
L'azienda controlla:
- Agile Lab S.r.l. (70%)
- BancoPosta Fondi S.p.A. SGR (100%)
- Casina Poste s.s.d. a r.l. (72%[51])
- Consorzio Logistica Pacchi S.c.p.A. (51%[52])
- Consorzio PosteMotori (58,12%[53])
- Europa Gestioni Immobiliari S.p.A. (55%[54])
- Locker Italia S.p.A. (50%)
- MLK Deliveries S.p.A. (100%)
- Nexive Network S.r.l. (100%)
- Nexive S.c.r.l. (85,89%)
- PatentiViaPoste S.C.p.A. (69,65%[55])
- Postego S.p.A. (100%)
- Postel S.p.A. (100%)
- PostePay S.p.A. (100%)
- Poste Air Cargo S.r.l. (100%)
- Poste Logistics S.p.A. (100%)
- Poste Vita S.p.A. (100%)
  - Net Holding S.p.A. (60%)
  - Poste Assicura S.p.A. (100%)
- Poste Welfare Servizi S.r.l. (100%)
  - Plurima S.p.A. (70%)
    - Bridge Technologies S.r.l. (100%)
    - Logos S.r.l. (100%)
- SDA Express Courier S.p.A. (100%)
  - Kipoint S.p.A. (100%)
- Sengi Express Ltd. (51%)
- Sourcesense S.p.A. (70%)
  - Sourcesense Digital S.r.l. (100%)
  - Sourcesense Platforms S.r.l. (100%)
  - Sourcesense Technology S.r.l. (100%)
  - Sourcesense Ltd. (100%)
  - Consorzio Italia Cloud (20%)
- SPV Cosenza S.p.A. (95%[56])

Altre partecipazioni sono:
- Anima Holding S.r.l. (11,95%)
- Financit S.p.A. (40%)
- Italia Camp S.r.l. (19,4%)
- MFM Holding Ltd. (13,98%)
- Milkman S.p.A. (6,62%)
- Replica SIM S.p.A. (45%)
- Scalapay Ltd. (2,3%)
- Sennder Italia S.r.l. (25%[57])
- Sennder Technologies GmbH (11,5%)
- TIM (24,80%)[58][59]

### Bilanci
Segue la tabella di comparazione dei dati finanziari del Gruppo Poste Italiane:
| Anno | Utile netto (in milioni di €) | Utile netto per azione (in milioni di €) | Margine Operativo lordo EBITDA (in milioni di €) | Risultato operativo EBIT (in milioni di €) | Uffici Postali | Dipendenti gruppo |
| ---- | ----------------------------- | ---------------------------------------- | ------------------------------------------------ | ------------------------------------------ | -------------- | ----------------- |
| 2023 | 1.933                         | 1,48                                     | 3.431                                            | 2.62                                       | 12.755         | 120.155           |
| 2022 | 1.511                         | 1,158                                    | 3.121                                            | 2.291                                      | 12.755         | 123.583           |
| 2021 | 1.580                         | 1,214                                    | 2.636                                            | 1.846                                      | 12.761         | 118.969           |
| 2020 | 1.206                         | 0,927                                    | 2.224                                            | 1.709                                      | 12.765         | 123.583           |

- Codice fiscale e Registro Imprese di Roma n. 97103880585, n. iscrizione al REA 842633
- Partita IVA - 01114601006
- Sede legale Viale Europa, 190 - 00144 Roma

### Accordi internazionali
Poste Italiane, sotto la guida di Massimo Sarmi, ha siglato partnership internazionali il cui valore complessivo stimato per il biennio 2011-2012 si aggira sui 40-60 milioni di euro.
L'azienda ha puntato a esportare le proprie competenze in altri paesi: in particolare sono stati stretti accordi con Russia, Egitto, Albania e Libano. Sono attive inoltre numerose collaborazioni con importanti soggetti nazionali ed internazionali, come UPS, Leonardo, Microsoft, IBM, HP, Cisco Systems, Vodafone, Ferrovie dello Stato, Rai, SAP.
Inoltre gli indirizzi strategici di evoluzione del modello di business sono un punto di riferimento anche per gli operatori postali di Croazia, Armenia, Turchia, Emirati Arabi Uniti, Marocco e Paesi Bassi.
Nel 2012 Boston Consulting Group ha indicato in Poste Italiane il modello di sviluppo per le Poste Russe. I due operatori postali hanno siglato una partnership per potenziare l'automazione dei processi, ampliando la gamma dei servizi postali, finanziari e telefonici disponibili per i clienti, nei 40.000 uffici postali della Russia. Nel 2013 Poste Italiane firma con Postal Savings Bank of China un accordo sul money transfer per assicurare ai cittadini cinesi residenti in Italia la possibilità di trasferire denaro anche in modalità elettronica. L'accordo segue l'intesa raggiunta nel dicembre 2012 con China Post sulla creazione di un portale di commercio elettronico.

## Attività
Con una rete di circa 12.800 uffici postali, 120.000 dipendenti e 35 milioni di clienti, Poste Italiane costituisce la più grande rete di distribuzione di servizi in Italia. L’azienda opera nei settori della logistica, nella consegna di corrispondenza e pacchi, nei servizi finanziari e assicurativi, nei sistemi di pagamento e nella telefonia, con attività ripartite in quattro diverse aree di business.

### Servizio postale universale
In Italia il servizio pubblico postale è affidato al fornitore Poste Italiane SpA fino al 30 aprile 2026.
L'azienda postale è sottoposta al controllo da parte del Ministero delle imprese e del made in Italy della Repubblica Italiana sul livello di efficienza nella fornitura del servizio, al fine di garantire la coesione sociale senza discriminazioni tra gli utenti.
I diritti dell'Azionista sono esercitati dal MEF - Dipartimento del Tesoro, il quale esercita peraltro la competenza in materia di indirizzi generali della Società.

### Automezzi utilizzati per il recapito

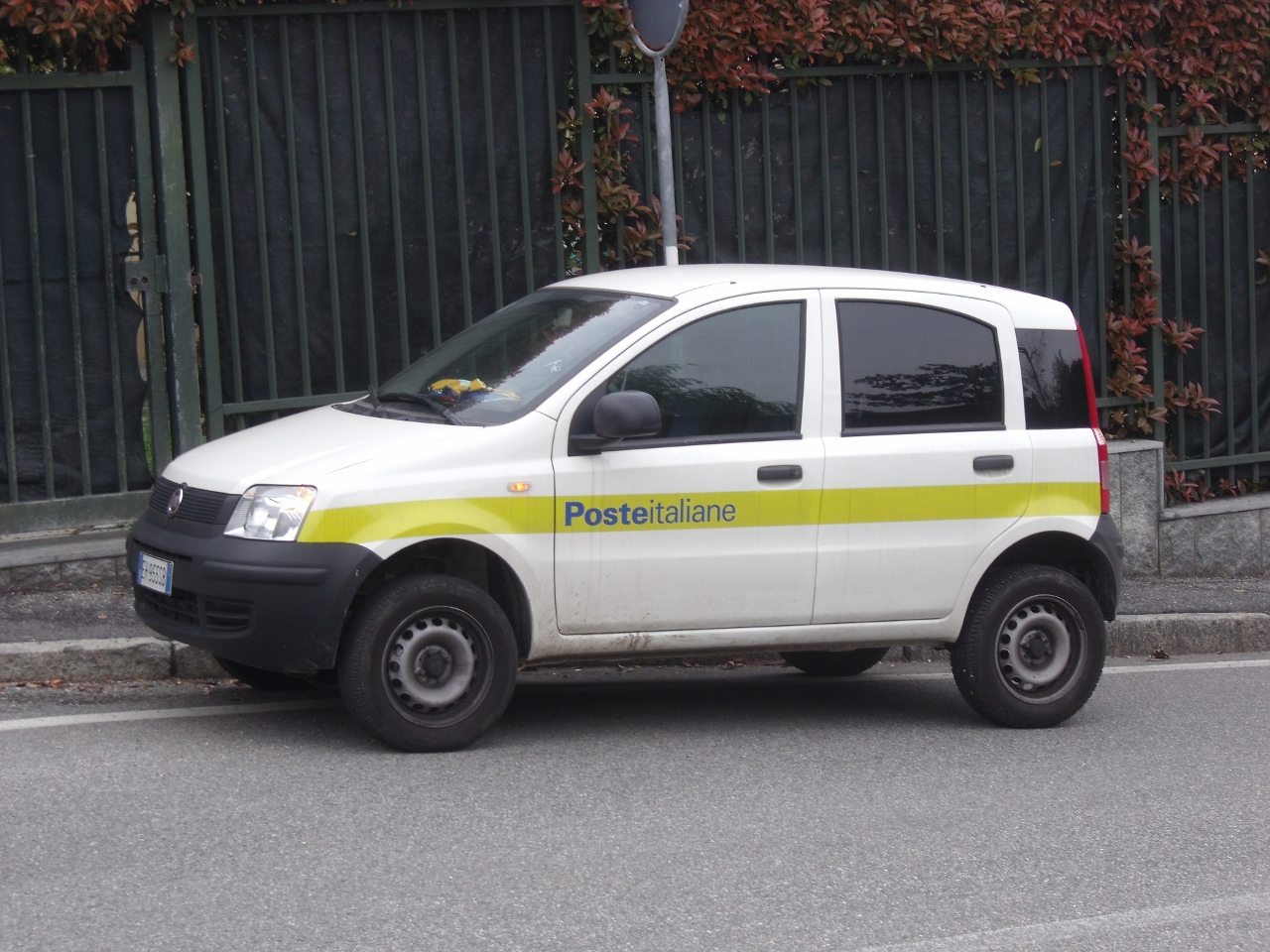
Una Fiat Panda utilizzata da Poste italiane

#### Auto
- Fiat Panda (2003)
- Fiat Panda (2012)
- Opel Corsa F
- Renault Zoe

#### Furgoni
- Fiat Fiorino (2007)
- Fiat Doblò
- Fiat Ducato
- Nissan NV200
- Renault Kangoo
- Peugeot Expert
- Piaggio Porter

#### Motomezzi
- Piaggio Liberty
- Piaggio MyMoover

### Prodotti postali
Primo operatore postale in Italia, il Gruppo offre servizi di recapito di corrispondenza e pacchi attraverso la propria piattaforma distributiva multicanale. Si occupa anche della gestione della corrispondenza ibrida (servizio che permette di materializzare un documento in formato digitale, imbustarlo e recapitarlo in forma cartacea al destinatario) e dello sviluppo di soluzioni tecnologiche avanzate per garantire l’integrità e la certificazione delle comunicazioni digitali, oltre che delle operazioni.
Dal 2018 è attivo il modello di recapito Joint Delivery, che prevede la consegna di pacchi e spedizioni di e-commerce secondo modalità più flessibili, basate sulle caratteristiche peculiari del territorio, come la densità abitativa e i volumi di corrispondenza. Il modello include anche una serie di investimenti mirati su nuove tecnologie di distribuzione e di automazione.

#### Oneri postali per sdoganamento e contenzioso
Poste Italiane SpA ha sempre imposto agli utenti destinatari di pacchi postali extra UE il pagamento di un diritto fisso motivato come "tariffe che Poste Italiane applica a parziale copertura dei costi sostenuti per lo svolgimento delle attività legate allo sdoganamento" .
Fino al novembre 2006 i diritti di sdoganamento erano fissati nella misura di 5,50 € per ogni spedizione sdoganata; giudicati illegittimi da molte associazioni di consumatori, sono stati temporaneamente abrogati e le Poste italiane si sono impegnate a restituire le cifre versate nel frattempo. I diritti di sdoganamento sono stati in realtà reintrodotti dal 2011 ed in particolare con decorrenza 6 novembre 2017 sono stati ulteriormente aumentati a 7,50 €.
I valori applicati di dazio e IVA ("oneri doganali all'importazione" che variano in funzione della categoria dell'oggetto che si sta importando) rimangono di pertinenza dell'Agenzia delle Dogane.

### Servizi finanziari
Poste Italiane è uno dei principali operatori di servizi finanziari nel Paese tramite il patrimonio destinato BancoPosta. La struttura si occupa della gestione attiva del portafoglio di liquidità raccolta da clientela privata e pubblica, del servizio di raccolta e gestione del risparmio postale emesso da Cassa Depositi e Prestiti e garantiti dallo Stato (in forma di buoni fruttiferi e libretti di risparmio), dei servizi di incasso e pagamento (come il bollettino postale, gli F24, il vaglia postale nazionale e internazionale, i servizi dei circuiti Moneygram ed Eurogiro) e infine del collocamento e della distribuzione di prodotti finanziari emessi da terzi o da altre società del Gruppo.

### Servizi assicurativi
Il Gruppo è presente nel settore assicurativo attraverso la compagnia Poste Vita, che offre prodotti assicurativi, pensionistici, di investimento e di risparmio. Con Poste Assicura, costituita nel 2010, l’azienda opera anche nel ramo Danni, con un’attività che si estende alla tutela contro infortuni, responsabilità civile e generale, incendio, danni ai beni e perdite pecuniarie, in aggiunta al servizio di assistenza legale.

### Pagamenti e mobile
Poste Italiane opera, da ultimo, nell’ambito della monetica e dei pagamenti elettronici. La divisione include anche l’attività di operatore telefonico svolta tramite il servizio PosteMobile, le iniziative legate al settore digitale e i servizi di vendita di luce e gas erogati da Poste Energia, disponibili da febbraio 2023 su tutto il territorio nazionale.

## Logo e simboli
Il primo logo dell'amministrazione del servizio postale fu un corno postale sormontato da una corona con al centro le lettere RP, sigla di Regie Poste; il corno era utilizzato dal postiglione per annunciare il proprio arrivo alla stazione postale ed è un simbolo del servizio postale. Al logo ufficiale venivano alternati anche il Grande Stemma del Regno con la dicitura Regie Poste, R. R. Poste o Regie Poste e Telegrafi.
Successivamente, la sigla utilizzata nei marchi fu PT, inizialmente abbreviazione di Poste e Telegrafi e poi di Poste e Telecomunicazioni, accompagnata brevemente negli anni '60 dall'equivalente Poste Telegrafo Telefono (PTT). La scritta PT è stata riconosciuta come marchio storico di interesse nazionale dal Ministero dello sviluppo economico nel 2022, essendo stata utilizzata per oltre 50 anni sull'intero territorio nazionale italiano.
Nel 1996 Franco Maria Ricci disegnò il marchio composto da una busta da lettera con linee orizzontali prolungate obliquamente a sinistra, per rimarcare la dinamicità dell'azienda.
Nel 2000 fu disegnato il marchio con la scritta "Posteitaliane" in blu elettrico a carattere graziato su sfondo giallo limone.

Logo dal 1913
Logo dal 1966
Logo dal 1972
Logo dal 1975
Logo dal 1981
Logo dal 1983
Logo dal 1996
Logo dal 2000